# Carbidopa/levodopa
Carbidopa/levodopa, hay còn được gọi là levocarb và co-careldopa, là công thức phối hợp của hai loại thuốc carbidopa và levodopa. Chúng chủ yếu được sử dụng để kiểm soát các triệu chứng của bệnh Parkinson nhưng không thay đổi diễn tiến của bệnh. Thuốc được dùng bằng cách uống. Có thể phải mất hai đến ba tuần điều trị trước khi có được lợi ích rõ rệt. Mỗi liều sau giai đoạn đó sẽ bắt đầu hoạt động trong khoảng mười phút với thời gian tác dụng khoảng năm giờ.
Các tác dụng phụ thường gặp bao gồm các vấn đề về vận động và buồn nôn. Tác dụng phụ nghiêm trọng hơn có thể có như trầm cảm, huyết áp thấp khi đứng, đột ngột cảm thấy buồn ngủ, rối loạn tâm thần và tăng hành vi mạo hiểm. Carbidopa ngăn ngừa sự phân hủy của levodopa bên ngoài não. Trong não, levodopa bị phân hủy thành dopamine, nhờ vậy mà chúng có thể hoạt động được.
Carbidopa/levodopa nằm trong danh sách các thuốc thiết yếu của Tổ chức Y tế Thế giới, tức là nhóm các loại thuốc hiệu quả và an toàn nhất cần thiết trong một hệ thống y tế. Chúng có sẵn dưới dạng thuốc gốc và đắt tiền vừa phải. Giá bán buôn ở các nước đang phát triển là khoảng 1,80 đến 3,00 USD một tháng. Tại Hoa Kỳ, chi phí của một tháng điều trị vào khoảng 50 đến 150 USD.